# Îles Monach
Heiskeir
Ne doit pas être confondu avec Hyskeir.
Les îles Monach, en anglais Monach Islands ou Monach Isles, aussi appelées Heiskeir, en gaélique écossais Eilean Heisgeir, sont un petit archipel inhabité du Royaume-Uni situé en Écosse, dans l'océan Atlantique.

## Géographie

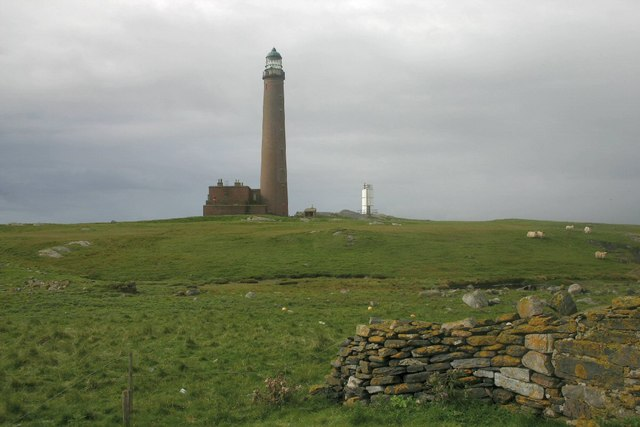
Phares de Shillay.

Les îles Monach sont situées dans l'océan Atlantique, à une dizaine de kilomètres au large des côtes occidentales de North Uist dans les Hébrides extérieures. Administrativement, elles sont rattachées au Council Area des Hébrides extérieures de l'Écosse, une des nations constitutives du Royaume-Uni.
Ce petit archipel est composé de dix îles, îlots et rochers dont deux îles principales, Ceann Ear et Ceann Iar, pour une superficie totale de 6 km2. Le point culminant de l'archipel, le Cnoc Bharr, ne s'élève qu'à 19 mètres d'altitude. Les îles de Ceann Ear et Cean Iar ainsi que l'îlot de Shibhinis situé entre les deux sont reliés à marée basse. Les traditions locales affirment qu'il était possible à une certaine époque de se rendre à pieds jusqu'aux îles de Baleshare et North Uist situées à l'ouest.
Les îles Monach constituent une réserve naturelle réputée pour sa population de phoques gris, ses oiseaux marins et sa flore. Dans l'Ouest de l'archipel se trouvent deux phares sur l'île de Shillay.

## Histoire

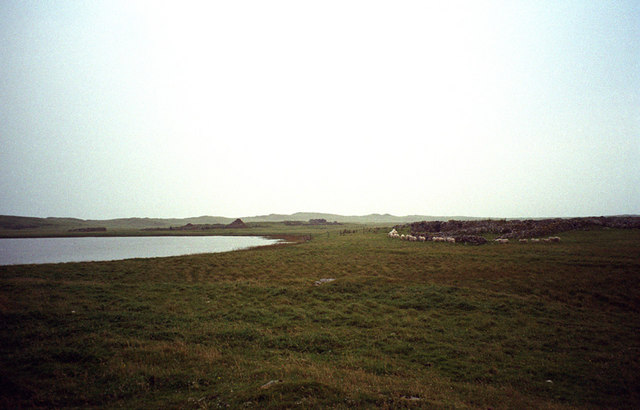
Vue des ruines du village non loin des rives du loch nam Buadh sur Ceann Ear.

Habitées par des éleveurs de moutons, les îles Monach sont vidées de leurs populations en raison du surpâturage. Au XVIIIe siècle, à la suite des Highland Clearances, l'archipel est réoccupé et la population atteint une centaine d'habitants jusqu'en 1810. Néanmoins, il se dépeuple à nouveau et n'est plus habité depuis 1948. L'unique village de l'île, aujourd'hui en ruine, se trouve dans le Sud de Ceann Ear, à proximité du loch nam Buadh, le plus grand des deux lochs d'eau douce des îles.

### Rachel Chiesley, Lady Grange
James Erskine, Lord Grange (en) (1679-1754), sympathisant jacobite, fait enlever sa femme Rachel Chiesley et l'abandonne sur les îles Monach entre 1732 et 1734. À l'époque, les îles appartenaient à Sir Alexander MacDonald of Sleat et Lady Grange était hébergée par son valet de ferme (titulaire du bail), un autre Alexander MacDonald et sa femme. Lorsque Lady Grange s'est plainte de son état, son hôte lui a répondu qu'il n'avait pas l'ordre de lui fournir des vêtements ou de la nourriture autre que celle à laquelle lui et sa femme étaient habitués. Elle vécut dans l'isolement, sans même connaître le nom de l'île où elle vivait, et il lui fallut du temps pour découvrir l'identité de son propriétaire. Elle y resta jusqu'en juin 1734, date à laquelle John et Norman MacLeod, originaires de North Uist, vinrent la chercher pour l'emmener ailleurs. Ils lui ont dit qu'ils l'emmenaient aux Orcades, mais elle a été emmenée à Hirta dans l'archipel de Saint-Kilda où elle a vécu de 1734 à 1742 avant d'être emmenée à Skye où elle est morte après une tentative de sauvetage qui a échoué.

## Protection du territoire
Les îles Monach sont reconnues comme site d'intérêt scientifique particulier en 1961, comme réserve naturelle nationale en 1966, comme zone de protection spéciale le 19 septembre 1994 et comme zone spéciale de conservation le 17 mars 2005. Contrairement aux trois premières qui ne comprennent que l'archipel, cette dernière zone protégée a une superficie de 36,47 km2.

## Légende
Des vers en gaélique (Nighean Lhor Chorodail, La grande fille de Corodale) racontent comme cette jeune fille chevauchait son poney blanc pour se rendre à sa maison, autrefois une terre, désormais disparue sous la mer (des traces archéologiques et toponymiques prouvent la montée des eaux dans cette région des îles Hébrides).